# Municipio de Green Creek (Carolina del Norte)
El municipio de Green Creek (en inglés: Green Creek Township) es un municipio ubicado en el  condado de Polk en el estado estadounidense de Carolina del Norte. En el año 2010 tenía una población de 3.607 habitantes.

## Geografía
El municipio de Green Creek se encuentra ubicado en las coordenadas 35°13′15.21″N 82°3′2.9″O / 35.2208917, -82.050806.